# Ovada
Ovada (Ovà [ʊˈ(ʋ)ɒ] in piemontese, Goâ [ˈɡwɒː] o Oâ [ˈwɒː] in ligure) è un comune italiano di 10 848 abitanti della provincia di Alessandria, in Piemonte. È un centro commerciale, vitivinicolo e agricolo situato nell'Alto Monferrato, perno di un'area di circa 30 000 abitanti, detta Ovadese, nonché uno dei centri-zona della Provincia di Alessandria in quanto sede dell'ospedale, del polo scolastico superiore e di altri servizi per i cittadini. Rinomata per il suo vino, il Dolcetto, Ovada nel 2024 è stata Capitale Europea del Vino, insieme ad Acqui Terme, Casale Monferrato e le colline della Sesia di Ghemme e Gattinara.

## Geografia fisica
Posta tra le città di Alessandria e Genova, Ovada è il comune principale dell'Ovadese, zona del Basso Piemonte e dell'Alto Monferrato molto nota per la produzione vinicola, che si trova nella porzione più meridionale della provincia di Alessandria, andando a confinare a sud con la Liguria e precisamente con Rossiglione, appartenente alla Città metropolitana di Genova.

### Territorio
La città si trova in una posizione privilegiata: circondata a Est e a Ovest dalle verdi colline dell'Alto Monferrato, famose per la produzione vinicola, sorge nel punto dove finisce la Pianura Padana e iniziano le estreme propaggini settentrionali dell'Appennino Ligure-Piemontese, a pochi chilometri dal Mar Ligure, che si raggiunge in meno di mezz'ora tramite l'A26, all'imbocco della Valle Orba e della valle Stura che conduce al passo del Turchino. Il territorio è dunque prevalentemente collinare, tendente al montuoso man mano che ci si dirige verso Sud, con a Nord pianure dove è praticata l'agricoltura e dove si sono stanziate le industrie lungo i principali assi di collegamento. La città si trova sulla confluenza dello Stura di Ovada nell'Orba, da sempre posizione strategica per i commerci, ad un'altitudine di 186 metri.
Dal punto di vista minerario, importante è la presenza di fossili risalenti all'Oligocenico, oltre che di conglomerati e rocce sedimentarie, testimoni dei cambiamenti territoriali del luogo.
La fauna comprende tassi, ghiri, caprioli, cinghiali, martore, scoiattoli, lepri, pernici, faine, lupi  e volpi. Presenti gli uccelli notturni come gufi e civette, gli sparvieri, i gheppi e le poiane. Il pesce più diffuso è la trota.

### Clima
Il clima è temperato con caratteristiche di continentalità mitigate dalla notevole vicinanza del Mar Ligure (meno di 25 km in linea d'aria). Gli inverni ovadesi non presentano precipitazioni particolarmente abbondanti in quanto, come accade anche nel resto del Piemonte, durante l'inverno si registra un minimo secondario di precipitazioni. Essendo però protetta a sud dai vento di scirocco e libeccio dalla catena degli Appennini, gli inverni ovadesi, presentano nevicate più abbondanti rispetto ad altre località italiane poste alla stessa altitudine, in quanto nel territorio del Basso Piemonte e in particolare del basso alessandrino si creano spesso importanti inversioni termiche che i tiepidi venti meridionali non riescono a scalzare. Anche per questo motivo le temperature minime invernali facilmente scendono sotto gli 0 °C. La neve può pertanto fare la sua comparsa tra l'ultima decade di novembre fino a fine marzo. La primavera si presenta moderatamente piovosa soprattutto nel mese di aprile e spesso molto ventilata in particolar modo nel mese di maggio, quando i primi calori primaverili che riscaldano la pianura padana fanno da contrasto a un Mar Ligure ancora piuttosto freddo, questo contrasto termico genera spesso venti anche molto tesi nei pomeriggi di maggio molto localizzati sull'Ovadese. A differenza del resto del Piemonte, dove a causa della vicinanza dell'arco alpino si formano spesso forti temporali connettivi, l'estate a Ovada è la stagione più secca dell'anno, in quanto l'influenza mitigatrice del Mar Ligure ne determina un clima più stabile. Nei mesi tra giugno e agosto infatti si formano brevi acquazzoni solo in occasione di passaggi di infiltrazioni umide atlantiche. Rimanendo comunque anche in estate, piuttosto ventilata, il clima estivo a Ovada difficilmente si presenta afoso e le temperature solo nelle forti ondate di calore africano superano i 30 °C. In autunno con il ritorno delle perturbazioni atlantiche il tempo si fa spesso grigio e piovoso, i mesi di ottobre e novembre sono infatti di gran lunga i mesi più piovosi dell'anno a Ovada e nell'ovadese soprattutto a causa delle forti perturbazioni atlantiche autunnali che scavano profondi minimi di bassa pressione sul Mar Ligure, creando un effetto Stau con gli Appennini a sud di Ovada. Sempre nei mesi tardo autunnali e invernali soprattutto nei mesi tra Ottobre e Febbraio, anche se molto meno rispetto ad altre zone del Piemonte e della Pianura Padana, occasionalmente si presenta la nebbia, che contribuisce ad abbassare la temperatura . Da segnalare inoltre che Ovada risente per alcuni giorni all'anno di aria umida proveniente dal Mar Ligure, detta Marin, che in alcuni casi può portare l'odore di salsedine anche in questi territori e temperature miti anche in inverno.

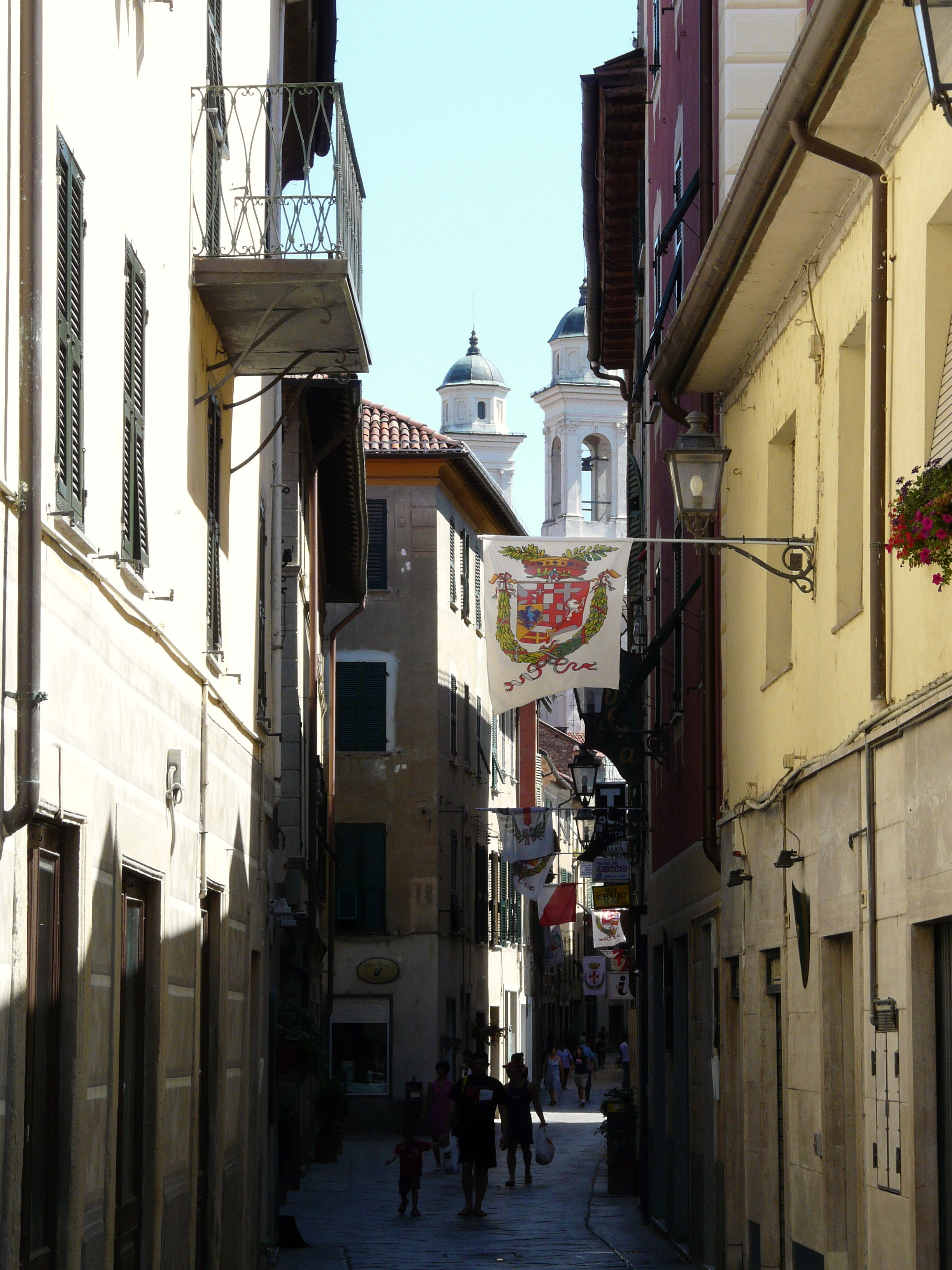
I campanili della chiesa parrocchiale da Via Cairoli, una delle principali arterie del nucleo storico

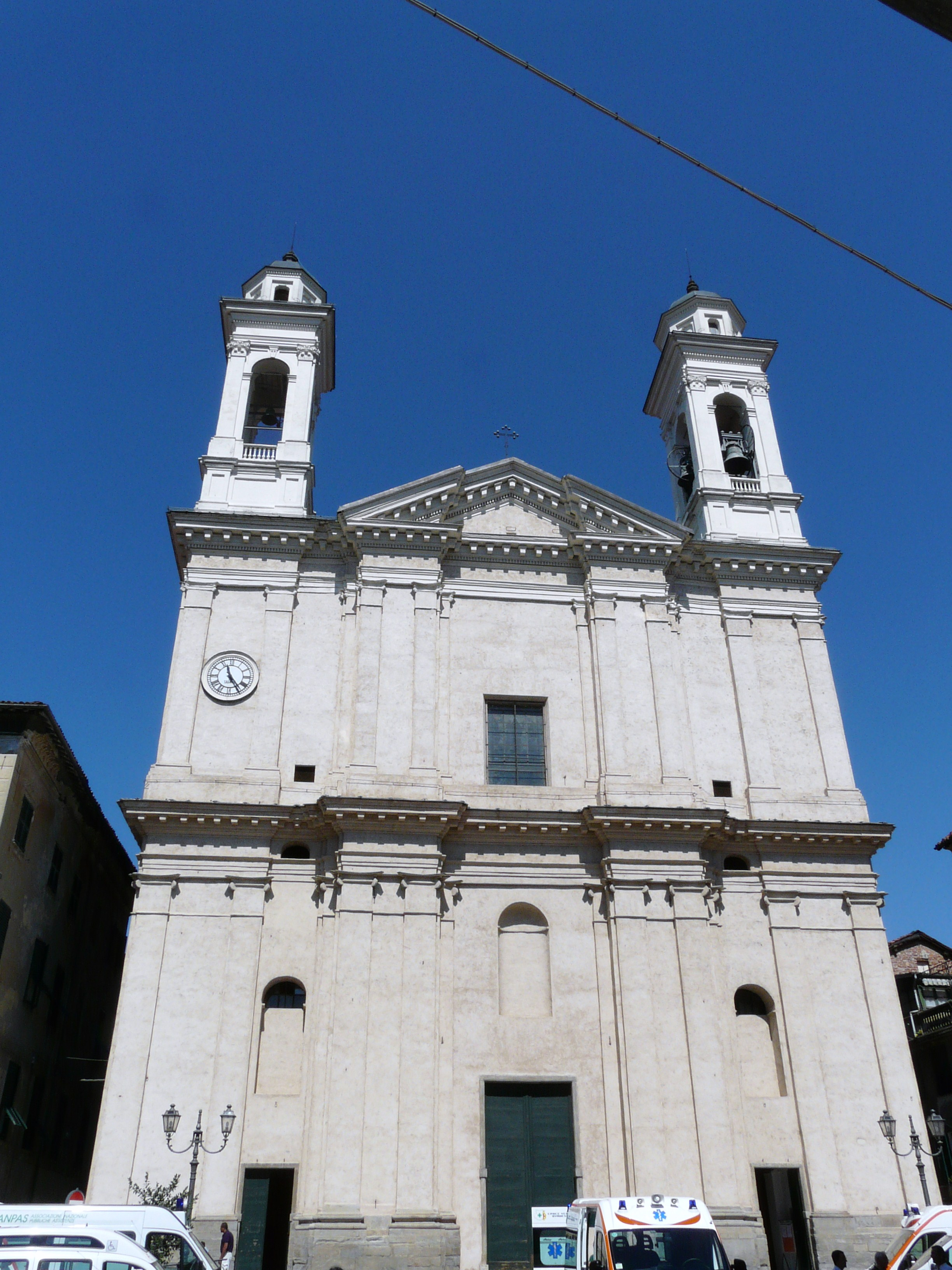
Chiesa di Nostra Signora Assunta

| Ovada                 | Mesi | Mesi  | Mesi  | Mesi | Mesi | Mesi | Mesi | Mesi | Mesi | Mesi  | Mesi  | Mesi  | Stagioni | Stagioni | Stagioni | Stagioni | Anno  |
| Ovada                 | Gen  | Feb   | Mar   | Apr  | Mag  | Giu  | Lug  | Ago  | Set  | Ott   | Nov   | Dic   | Inv      | Pri      | Est      | Aut      | Anno  |
| --------------------- | ---- | ----- | ----- | ---- | ---- | ---- | ---- | ---- | ---- | ----- | ----- | ----- | -------- | -------- | -------- | -------- | ----- |
| T. max. media (°C)    | 6,0  | 8,5   | 13,3  | 17,0 | 21,8 | 26,3 | 28,6 | 28,4 | 23,5 | 17,1  | 10,7  | 6,2   | 6,9      | 17,4     | 27,8     | 17,1     | 17,3  |
| T. min. media (°C)    | −0,7 | 0,2   | 4,1   | 7,8  | 11,7 | 15,6 | 17,2 | 16,9 | 12,9 | 9,1   | 4,2   | −0,1  | −0,2     | 7,9      | 16,6     | 8,7      | 8,2   |
| T. max. assoluta (°C) | 20,7 | 19,5  | 26,3  | 30,7 | 32,1 | 36,0 | 35,2 | 38,8 | 32,0 | 28,4  | 23,7  | 16,5  | 20,7     | 32,1     | 38,8     | 32,0     | 38,8  |
| T. min. assoluta (°C) | −8,5 | −13,3 | −10,5 | −1,5 | 3,2  | 5,4  | 8,5  | 8,1  | 4,4  | −1,3  | −5,7  | −12,0 | −13,3    | −10,5    | 5,4      | −5,7     | −13,3 |
| Precipitazioni (mm)   | 67,0 | 60,8  | 64,5  | 91,2 | 75,3 | 31,3 | 20,5 | 41,7 | 72,3 | 119,9 | 182,7 | 70,6  | 198,4    | 231,0    | 93,5     | 374,9    | 897,8 |
| Giorni di pioggia     | 6    | 5     | 6     | 8    | 6    | 3    | 3    | 4    | 5    | 7     | 10    | 6     | 17       | 20       | 10       | 22       | 69    |

## Origini del nome
La città trae il toponimo dal latino Vadum, che significa "guado", ad indicare la probabile esistenza in epoca romana di un luogo di transito in prossimità della confluenza poco profonda dei due torrenti. Già nelle lettere di Decimo Bruto a Cicerone veniva nominata una località chiamata "Vada", in una posizione strategica per i commerci tra la Liguria e la Pianura Padana.

## Storia

### Dalle origini al Settecento

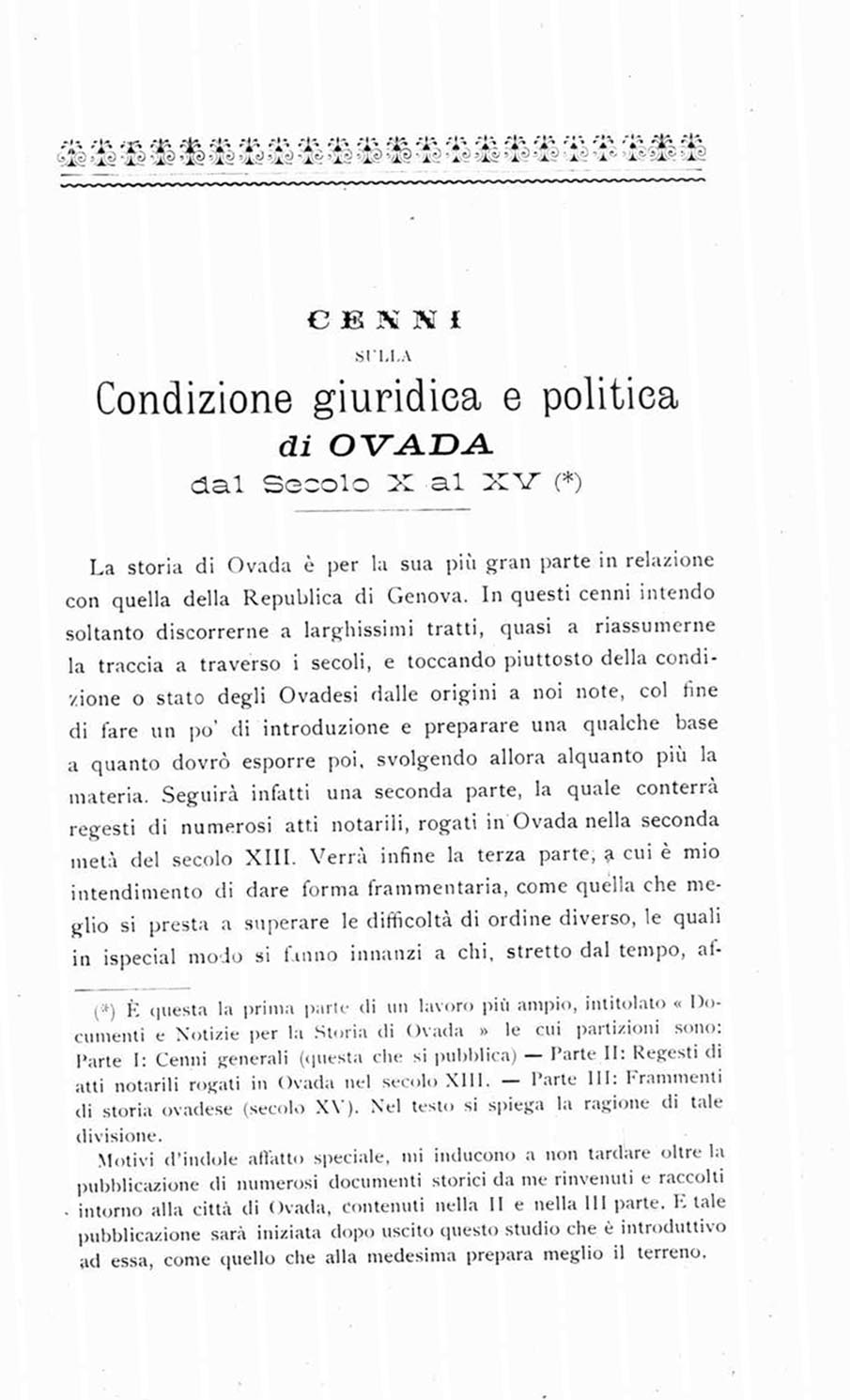
Ambrogio Pesce Maineri, Cenni sulla condizione giuridica e politica di Ovada dal secolo X al XV, 1909

Dopo l'assalto e la distruzione dell'abbazia di Giusvalla ad opera dei Saraceni e le continue scorrerie sul territorio, dopo pochi anni tali episodi convinsero Anselmo, figlio del marchese Aleramo, ad erigere la nuova abbazia di San Quintino di Spigno Monferrato, come forma di contrasto alle scorrerie e difesa dei pellegrini e delle vie commerciali.
Menzionata per la prima volta nel 967 quando Ottone I donò al Marchese Aleramo una villa in territorio di Ovada, che era sottoposto all'abbazia di S. Quintino.
Ovada fece quindi parte della marca aleramica, passando poi sotto il dominio dei marchesi di Gavi, dei marchesi del Bosco e infine dei Malaspina, che in varie riprese (1272-1277) la cedettero a Genova. Occupata dai duchi di Milano e attribuita alla famiglia Trotti, fu infeudata agli Adorno, che la tennero fino al 1499, quando il re di Francia Luigi XII la restituì ai Trotti. Intanto la città si era ingrandita e possedeva ormai una grande chiesa parrocchiale, un castello e delle mura, anche se l'agricoltura era ancora molto poco praticata e la principale fonte di alimentazione erano le castagne dei boschi circostanti il borgo. Principale motore dell'economia del luogo erano invece l'artigianato, grazie allo stazionamento delle guarnigioni del castello, ed il commercio, anche se le piccole e pericolose strade presenti erano poco adatte agli spostamenti.
Nel 1528, in seguito all'ascesa di Andrea Doria e al passaggio della Repubblica di Genova sotto la protezione dell'Impero, Ovada, che nel frattempo si era ribellata ai suoi feudatari, fu conquistata in questo momento di debolezza dalle truppe di Bartolomeo Spinola, poiché la Repubblica di Genova da molto bramava il controllo sulla città, mentre nel 1594 San Giacinto ne venne proclamato Santo patrono.
Colpita da una grave carestia nel 1625 e poi dalla peste del 1630, Ovada perse i 4/5 della popolazione. Usciti dal contagio in pochi mesi, i cittadini decisero di erigere la chiesa della Beata Vergine della Concezione, e nel 1694 nacque San Paolo della Croce.
Ancora sotto il dominio genovese, nel 1746, durante la guerra di successione austriaca, fu occupata dalle truppe austro-piemontesi, che la tennero per tre anni. Dopo questi avvenimenti Ovada trascorse qualche decennio di stabilità politica, e fiorì l'allevamento del baco da seta. La città divenne quindi un centro di produzione tessile a livello europeo. Nel frattempo iniziò a diffondersi l'agricoltura nelle zone disboscate e l'economia crebbe. Nel 1771 venne iniziata la costruzione della nuova chiesa parrocchiale.

### Dalla dominazione napoleonica a oggi
A seguito della vittoria di Napoleone nella vicina Marengo (la celebre Battaglia di Marengo), l'Ovadese fu occupato dai francesi ed entrò a far parte dell'impero napoleonico. Ovada venne inserita nel Dipartimento di Genova, in particolare nel circondario di Novi Ligure. La città era, inoltre, titolare di uno dei "cantoni" di tale circondario.
Ovada, in questo periodo, non soffrì molto di particolari razzie e perdite, ma, anzi, divenne sempre più florida: vennero realizzate grandi opere pubbliche, redatto un catasto di tutti gli edifici sul suolo cittadino e venne, per la prima volta nella storia ovadese, avanzata l'idea di una strada che collegasse direttamente a Genova. Nel frattempo, gli ordini ecclesiastici e monastici (Domenicani e Cappuccini) vennero soppressi: il convento domenicano venne riutilizzato dalla Gendarmeria Francese. Nonostante questa situazione anticlericale, nel 1801 venne consacrata la nuova chiesa parrocchiale dedicata all'Assunta.
Alla caduta di Napoleone (1814), la città passò al Regno di Sardegna (1815). Entrando dunque nel Regno d'Italia, attraversò nuovamente un periodo di crescita economica: intensificate le coltivazioni collinari, si moltiplicarono le attività artigiane e ncquero le prime industrie, iniziò la produzione del Dolcetto e venne realizzata finalmente la strada di comunicazione con Genova. La città si espanse e diventò principalmente industriale e artigianale. Con l'arrivo della ferrovia Ovada raggiunse il culmine dello sviluppo, fulcro di un sistema viario capillare che favorì gli scambi commerciali.
Successivamente, Ovada e l'Ovadese passarono sotto la Divisione di Alessandria, entrando a far parte della Provincia di Acqui. Anche in questa nuova suddivisione, Ovada era titolare di uno dei "mandamenti" della suddetta Provincia acquese.
Il 23 ottobre 1859 il Decreto Rattazzi riorganizzò la struttura amministrativa e, di conseguenza, Ovada confluì nella nuova Provincia di Alessandria e quindi nel Piemonte, sempre all'interno del Regno di Sardegna.
La prima guerra mondiale colpì pesantemente la popolazione. Comunque, con la fine del conflitto, le attività industriali tornatono a consolidarsi e ad aumentare. Nel 1935 la chiesa della Beata Vergine della Concezione (che era stata edificata nel Seicento come voto per la fine della peste) venne distrutta da un incendio (sarà poi ricostruita). La città fu colpita dapprima nel 1935 dal crollo della diga di Ortiglieto (disastro di Molare), poi durante la seconda guerra mondiale.
Dopo la guerra, Ovada tornò ancora una volta in produzione, collegata con l'A26 dalla seconda metà degli anni settanta. Oggi la città punta sull'artigianato, sull'industria, sulla viticultura e sul turismo, che si è andato sempre più a consolidare negli ultimi anni.
Nel 2020 venne annunciata la candidatura congiunta di Ovada insieme ad Acqui Terme e Casale Monferrato a Capitale Europea del Vino 2024. Nel 2023 la candidatura, insieme con altre città piemontesi, venne accolta. Il riconoscimento pose Ovada e le altre città piemontesi come punto di riferimento dell’intera Unione europea sulle tematiche del vino: nel corso del 2024, infatti, vennero organizzati in città numerosi eventi, incontri e manifestazioni, anche a carattere internazionale.

### Simboli
Lo stemma è stato concesso con il decreto del presidente della Repubblica del 28 settembre 1959, registrato alla Corte dei Conti il 5 dicembre successivo e modificato con il DPR del 17 settembre 1993 con l'aggiunta degli ornamenti da Città.
È composto da uno scudo sannitico con croce rossa su campo bianco, al cui centro si trova una stella a otto punte di origine domenicana, timbrato dalla corona turrita di Città e cinto da un ramo d'alloro (a sinistra) e di quercia (a destra), uniti da un nastro tricolore.
Lo stemma cittadino venne ornato della stella di argento ad otto punte simbolo dell'ordine domenicano nel 1594 quando, in occasione della canonizzazione del domenicano Giacinto Odrovaz da parte di papa Clemente VIII, una deputazione della Comunità ovadese, guidata dai domenicani del convento di Ovada, si recò a Roma ed ottenne dal pontefice di avere il santo come patrono della città. In alcune rappresentazioni è erroneamente disegnata una stella di cinque raggi.
Il gonfalone è un drappo partito di rosso e di bianco.

## Monumenti e luoghi d'interesse

### Architetture religiose
- La chiesa di Nostra Signora Assunta, parrocchiale della città in stile barocco edificata a fine Settecento
- La chiesa dell'Immacolata Concezione, gestita dai francescani dell'attiguo convento, è stata più volte ricostruita
- La chiesa di Santa Maria delle Grazie, fondata dai domenicani nel Quattrocento, è una delle chiese più antiche di Ovada
- L'oratorio della SS. Annunziata (XIV secolo) contiene tele di Luca Cambiaso, del Brea e dello Schiena, nonché un gruppo ligneo della Madonna del Carmine e uno dell'Annunciazione opera del Maragliano
- Il santuario di Nostra Signora della Guardia, risalente al 1661
- Il seicentesco oratorio di San Giovanni Battista, con il gruppo ligneo della Decollazione di san Giovanni Battista di A. M. Maragliano
- La parrocchia di Nostra Signora della Neve, nella frazione de La Costa
- La chiesa dei Santi Nazario e Celso, nella frazione Grillano Guardia
- La chiesa di San Venanzio, nella frazione San Venanzio
- La chiesa di San Lorenzo, nella frazione San Lorenzo
- Il santuario di San Paolo della Croce
- La chiesa (ora sconsacrata) che fu la prima parrocchia di Ovada: la loggia di San Sebastiano.

### Architetture civili
- Il Palazzo Spinola, in piazza San Domenico, risale al Settecento.
- La casa natale di san Paolo della Croce, che si affaccia sulla stessa piazza, è stata dichiarata monumento nazionale nel 1918.
- L'attuale Palazzo comunale, edificato nell'Ottocento, è appena fuori dal centro storico.
- I due parchi cittadini più importanti, si trovano appena fuori dal centro: il parco Sandro Pertini ed il parco di Villa Gabrieli.
- L'ex ospedale civile è stato progettato su disegno dell'Antonelli.
- L'elegante castello di Lercaro, nella frazione omonima, purtroppo oggi semidistrutto.
- Il castello di Grillano, nella frazione omonima, frutto dell'accorpamento di diverse strutture originarie del XVIII secolo, è stato massicciamente ristrutturato a fine Ottocento; ospita un'azienda vinicola attiva dagli anni 1930 ed è inserito nel circuito dei "Castelli Aperti" del Basso Piemonte.

#### Centro storico
Il nucleo più antico della città ha un'impostazione tipicamente ligure: arroccato attorno a un sistema difensivo, ha case dipinte e carruggi stretti che confluiscono nelle strade principali, che a loro volta collegavano le porte cittadine alla piazza della chiesa e delle istituzioni comunali. Nel caso di Ovada storica, tre sono le vie più importanti del centro: via Roma, via Cairoli e via San Paolo. Queste si congiungono alla parrocchiale tramite tre piazze, rispettivamente piazza Mazzini, piazza Assunta e piazza Garibaldi. Nel centro hanno sede attività artigianali, commerciali e ricettive ed è qui che si svolgono i tipici mercatini dell'usato e dell'antiquariato.

## Società

### Evoluzione demografica
Negli ultimi cinquanta anni, a partire dal 1971, la popolazione residente è diminuita del 10 %.
Abitanti censiti

### Etnie e minoranze straniere
Al 31 dicembre 2023 Ovada contava 1171 stranieri residenti (poco più del 10% della popolazione), provenienti da 63 Paesi diversi. Le comunità nazionali più numerose erano le seguenti:
1. Romania, 186
2. Marocco, 163
3. Ecuador, 131
4. Albania, 89
5. Perù, 75
6. Nigeria, 58
7. Cina, 54

### Lingue e dialetti
Oltre all'italiano, a Ovada è parlato anche il dialetto locale, di transizione tra la lingua ligure e quella piemontese.
Il lessico ovadese si differenzia dai dialetti monferrini meridionali e presenta somiglianze con quelli della Liguria centrale: c'è in esso una simbiosi di parlate liguri e piemontesi, per cui discernere in esso componenti tali da omologarlo ad un dialetto più che all'altro è cosa che può riuscire soltanto arbitraria. Non si può quindi tenere conto della tradizione ligure, né di quella subalpina, perché le differenze sono sostanziali.
Tuttavia, ascoltando registrazioni in dialetto ovadese, coloro che parlano dialetti liguri possono interloquire più facilmente con parlanti della città di Ovada rispetto a qualsiasi parlante di dialetti prettamente piemontesi .

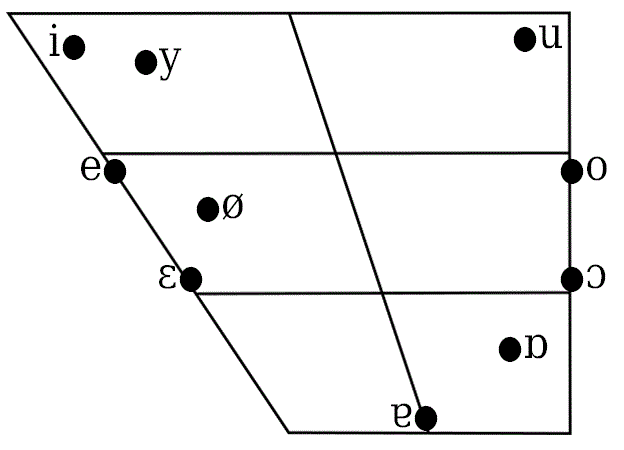
Vocali su quadrilatero del dialetto Ligure dell'Oltregiogo Occidentale simile al dialetto parlato ad Ovada

## Cultura

### Istruzione
In città sono presenti:
- due scuole materne
- due asili
- due scuole elementari
- due scuole medie
- tre istituti superiori

Riguardo la scuola superiore, il primo è un polo scolastico formato da un liceo scientifico, un istituto tecnico (con anche l'indirizzo agrario) e un istituto commerciale; il secondo, paritario, offre gli indirizzi di liceo linguistico e liceo delle scienze umane; mentre il terzo è un Centro di Formazione Professionale che offre corsi di qualifica professionale triennali (ad indirizzo meccanico) e quadriennali (indirizzo grafico) oltre a corsi di formazione per adulti occupati e disoccupati

### Musei
- Il Museo Paleontologico Giulio Maini[16], nella sconsacrata chiesa trecentesca di Sant'Antonio, espone vari fossili provenienti dall'Ovadese
- Il Museo Casa Natale di San Paolo della Croce,[17] monumento nazionale, ospita diverse reliquie e oggetti appartenuti al santo

### Media
A Ovada è pubblicato il periodico L'Ovadese.
È inoltre pubblicato il quotidiano ovadaonline, testata giornalistica parte del gruppo de Il Piccolo
Ad Ovada hanno operato le emittenti private Radio Echo 2, attiva dal 1976 e chiusa poco dopo il 1990 e TeleOvada, sorta nel 1985 e confluita nel 1989 nel gruppo Telecity che la ridenominò Italia 8.

### Cinema e Teatri
A Ovada è presente il Teatro Comunale Dino Crocco, dedicato all'omonimo presentatore televisivo e musicista ovadese scomparso nel 2010, con sede in un edificio moderno con architettura razionalista in corso Martiri Libertà, con una programmazione annuale nazionale.
In via Gian Domenico Buffa è presente invece il Cinema Splendor, collocato in un raffinato edificio antico in stile ottocentesco.
È inoltre presente lo storico Teatro Torrielli, in un edificio liberty sito in Via Cairoli, chiuso e in stato di inutilizzo.

### Cucina
La cucina del territorio, abbinata al prodotto più importante di queste zone, il vino Dolcetto d'Ovada Superiore DOCG, più semplicemente Ovada DOCG oppure Dolcetto d'Ovada DOC, offre pietanze già presenti sia nel territorio appenninico, sia in quello collinare-monferrino.
I piatti, d'impianto piemontese, come il bollito misto, brasati, arrosti, agnolotti, fritto misto, si accompagnano molto bene con il succitato Dolcetto d'Ovada.
La cucina tipica di Ovada presenta, inoltre, una marcata impronta ligure e i suoi prodotti principali sono:
- gli andarini, un tipo di pasta simile a delle piccole trofie, che viene accompagnato al brodo di carne
- i Crucion, i cosiddetti biscotti della salute, simili ai biscotti del Lagaccio
- i splinsugni d'uò
- la polenta di Ovada, dolce con farina di polenta
- gli agnolotti all'Ovada, agnolotti serviti in piatto fondo immersi nel Dolcetto d'Ovada

A testimoniare che Ovada è, anche in campo culinario, crocevia della cultura piemontese e ligure, di notevole diffusione sono i "sabaudi" agnolotti e la "mediterranea" farinata.

### Eventi
- Premio Testimone di Pace
- Paesi e Sapori, la celebre manifestazione enogastronomica che mette in mostra le eccellenze culinarie del territorio. L'evento, organizzato dalla Pro Loco di Ovada e Monferrato in collaborazione con il comune, si tiene in Piazza Martiri della Benedicta e offre la possibilità di degustare piatti tipici locali preparati dalle pro loco dell'Ovadese, Alessandrino e Casalese. Nell'edizione 2025 hanno partecipato oltre 20 stand provenienti da Ovada, Cassinelle, Belforte Monferrato, Castelletto d'Orba, Molare, Morbello, Ozzano Monferrato, Castelletto Monferrato, Montaldo Bormida, Ponzone, Silvano d'Orba, Predosa, Rocca Grimalda, Tagliolo Monferrato e Cremolino.[senza fonte]
- Mostra Florovivaistica Fiorissima[25], un'esposizione di vivaisti provenienti da molte parti d'Italia e di prodotti artigianali e tipicità; si svolge nell'edizione primaverile dal 2015, cui si è affiancata nel 2017 anche l'edizione autunnale. Sino alla primavera del 2017 si è svolta nel parco privato di Villa Schella, successivamente all'interno del Parco Comunale "Sandro Pertini" in via Cairoli.

### Biblioteche
- Biblioteca Civica Ighina di Ovada, intitolata ai coniugi Marie ed Eraldo Ighina,[26][27][28] inaugurata nel 1972, organizza anche eventi culturali come l'annuale rassegna Incontri d'autore.[29]
- Biblioteca dell'Accademia Urbense di Ovada,[30] fondata nel 1956.[31]

## Urbanistica
Il comune di Ovada conta su un'urbanizzazione piuttosto omogenea e un impianto urbanistico che ne riflette le varie vicende storiche e lo sviluppo economico-sociale.
Il centro storico si raccoglieva al riparo dell'antico castello, che si ergeva su uno sperone roccioso di origine tufacea nell'esatto punto di confluenza tra i torrenti Orba e Stura (nei pressi dell'attuale Piazza Castello).
È costituito da stretti vicoli che confluiscono nelle tre strade principali, ossia Via Roma, Via Cairoli e Via San Paolo le quali convergono con la chiesa parrocchiale tramite tre piazze: Piazza Mazzini, Piazza Assunta e Piazza Garibaldi.
Negli anni del boom economico la città si espanse sempre più verso sud, con la costruzione di palazzi, fabbricati, nuove zone industriali e nuovi istituti scolastici.
Le arterie principali della città sono:
- Corso Martiri della Libertà, dorsale che congiunge la zona sud di Ovada con Piazza XX settembre, attraversando in linea retta la zona più centrale e nevralgica della città

- Via Antonio Gramsci e Lungo Orba Giuseppe Mazzini, che costeggiano il centro storico e consentono di lambire la delegazione
- Via Cairoli e Via San Paolo, i due bracci principali del centro storico dove troviamo la più alta concentrazione di negozi e attività commerciali
- Corso Italia, posto sulla Strada statale 456 del Turchino, che collega Via Voltri con la stazione ferroviaria
- Corso Saracco, che permette il rapido collegamento della zona del centro storico e di Piazza XX settembre con la stazione ferroviaria
- Via Voltri, che unisce la città al proprio casello autostradale posto sulla Autostrada A26 Genova-Alessandria-Gravellona Toce

## Frazioni
Ovada è composta anche da numerose frazioni e località, le più importanti e conosciute sono: Gnocchetto, Borgo, Costa, Grillano, Guardia, Coinova, San Lorenzo, Manzolo, Requaglia, Stazione Molare, Battagliosi, Faiello, San Bernardo, San Martino, La Corte.

## Economia

### Agricoltura
Ovada è situata in una conca circondata da vigneti ed è zona di produzione dell'omonimo dolcetto, vino DOCG locale.
Il Dolcetto di Ovada, molto rinomato, è prodotto con uve provenienti dai comuni di Ovada, Belforte Monferrato, Bosio, Capriata d'Orba, Carpeneto, Casaleggio Boiro, Cassinelle, Castelletto d'Orba, Cremolino, Lerma, Molare, Montaldeo, Montaldo Bormida, Mornese, Morsasco, Parodi Ligure, Prasco, Rocca Grimalda, San Cristoforo, Silvano d'Orba, Tagliolo Monferrato e Trisobbio.

### Industria
L'industria a Ovada ha sempre avuto una certa importanza: il settore trainante dell'Ovadese è  la meccanica con circa il 60% degli addetti, a cui si affiancano numerose imprese operanti in vari settori produttivi.
In Ovada vi sono varie zone industriali, in particolare quelle di Regione Carlovini, Borgo, Coinova, Strada Novi, Rebba e Via Molare. Nei dintorni della città, inoltre, vi sono altre zone prettamente industriali, ricche di aziende e capannoni, come la zona della Caraffa (tra i comuni di Silvano d'Orba e Tagliolo Monferrato), del casello autostradale (Belforte Monferrato), Sant'Agata-Stazione (Castelletto d'Orba) e dell’Oltreorba (Capriata d'Orba - Predosa).

### Turismo
Ovada e il suo territorio circostante, facenti parte del Monferrato,  negli ultimi anni stanno avendo un notevole incremento per quanto concerne la presenza turistica, grazie alla produzione vinicola e alle bellezze naturalistiche e storiche che offre il territorio.
Nel 2024 Ovada, insieme con Acqui Terme e Casale Monferrato, ha ottenuto il riconoscimento di Capitale Europea del vino, vedendo aumentare di conseguenza la presenza turistica, grazie all'organizzazione di eventi e manifestazioni a tema vinicolo per tutto l'arco dell'anno.

## Infrastrutture e trasporti

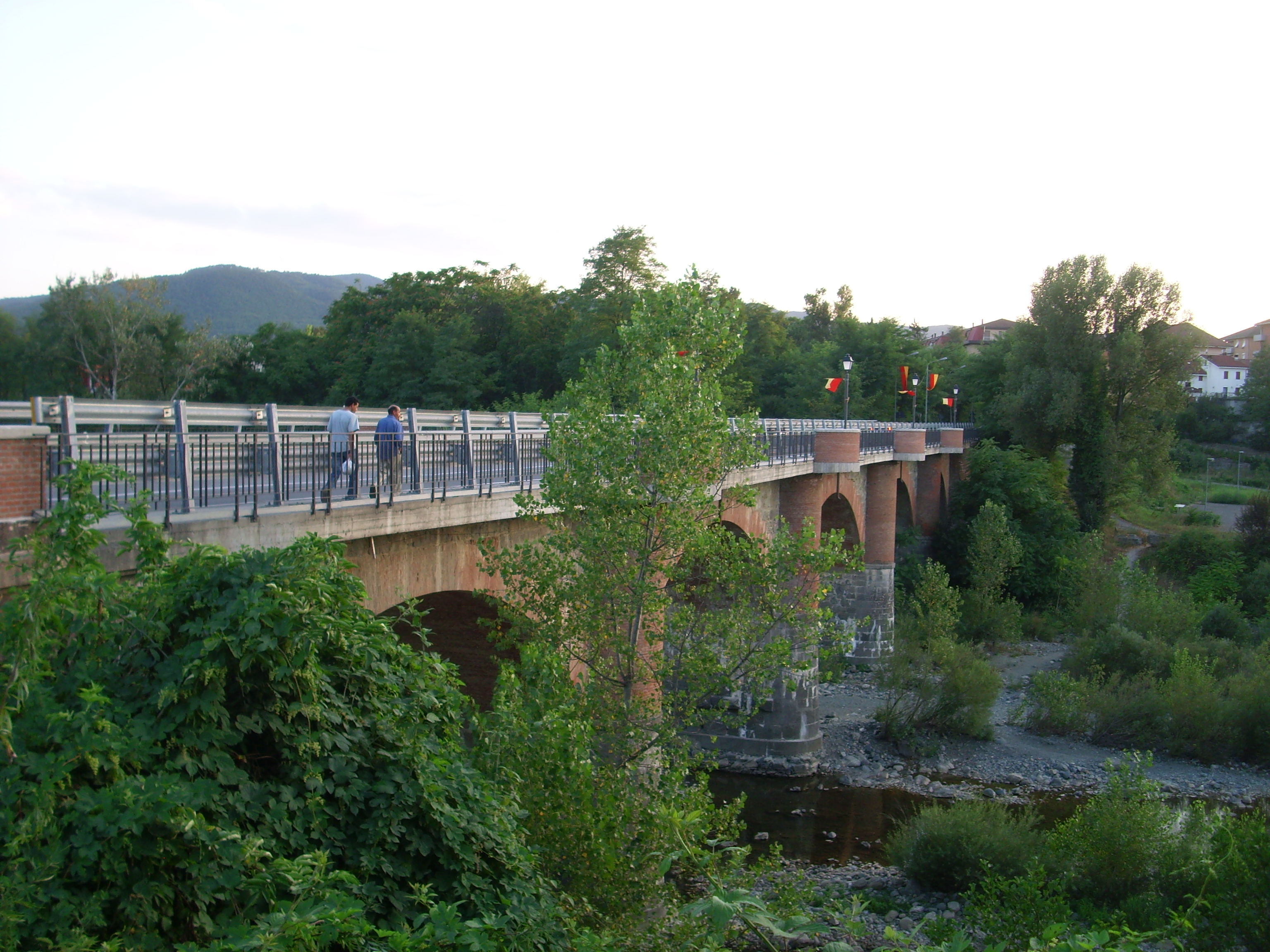
Il ponte di Molare sul torrente Orba, segna il confine tra Molare e Ovada

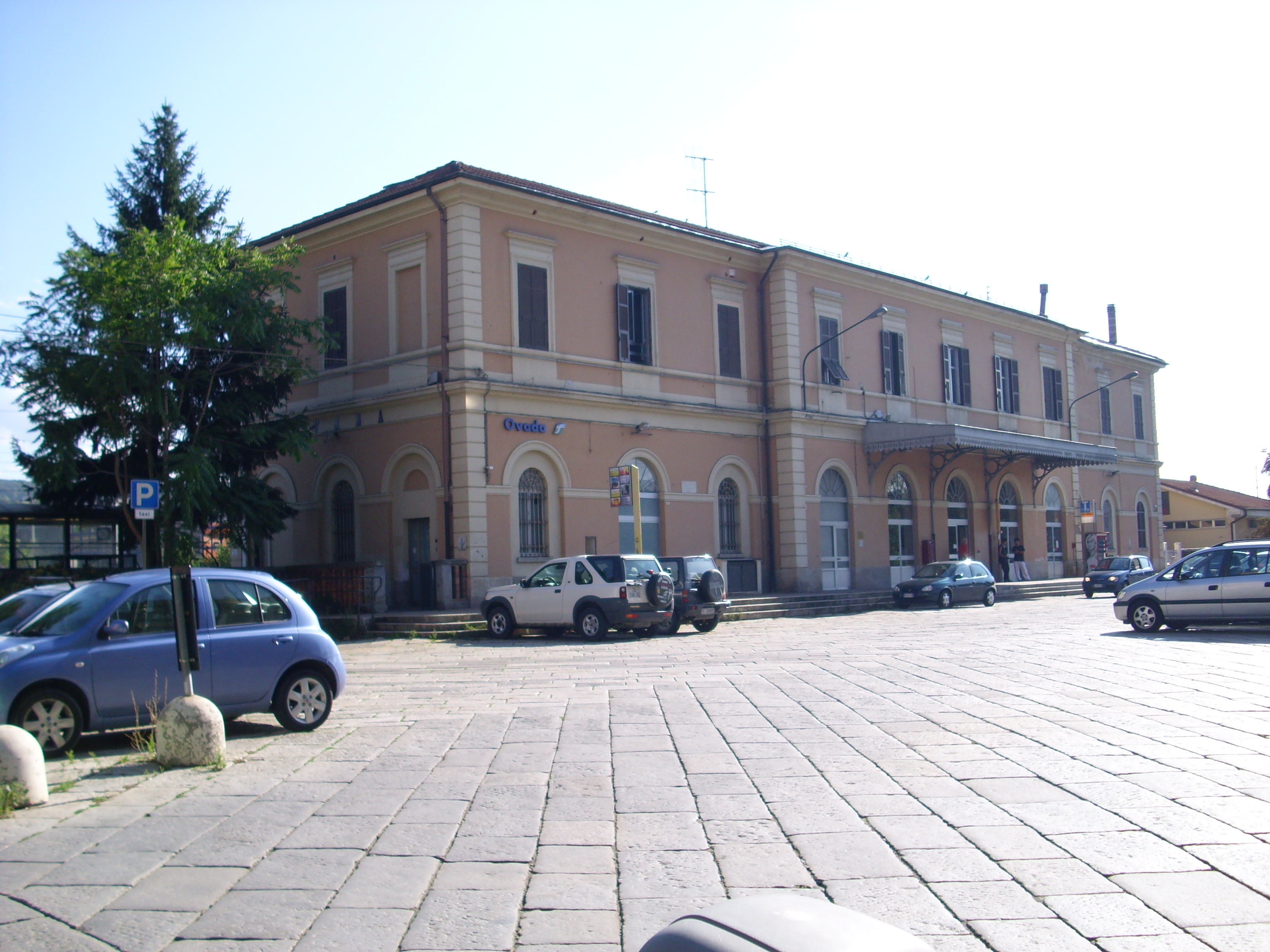
La stazione ferroviaria principale di Ovada

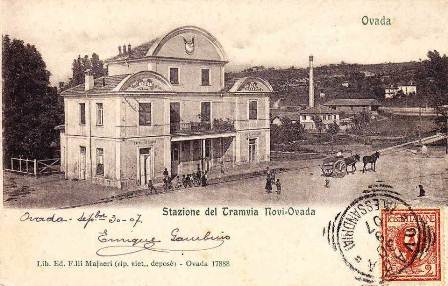
La stazione tranviaria di Ovada, prima della ristrutturazione del fabbricato

### Strade
Ovada è situata lungo la strada statale 456 del Turchino che collega Isola d'Asti con Genova Voltri e alla confluenza della SP155, che la collega con Novi Ligure, con la SP185 che la collega con Alessandria.

Il comune è raggiungibile anche tramite l'autostrada A26 dei Trafori, con casello d'uscita a circa 1 km dalla città nel comune di Belforte Monferrato.

### Mobilità urbana
Nel comune vi sono diversi capolinea dei mezzi delle Autolinee S.A.A.M.O., che la collegano con i comuni della zona e con le loro frazioni. 
Per i collegamenti con Alessandria e Novi Ligure vi sono i mezzi S.T.P. (ex Arfea), le cui fermate principali in Ovada sono in Piazza XX settembre e in Piazza della Stazione.

### Linee ferroviarie
Ovada è dotata di due stazioni ferroviarie: la principale è posizionata lungo la Ferrovia Asti-Genova, mentre la seconda, chiamata Ovada Nord, si trova sulla linea complementare proveniente da Alessandria, attualmente chiusa al traffico viaggiatori.
Nel territorio comunale, in località Coinova, è presente un terzo impianto, la stazione ferroviaria di Molare, posta sulla linea Asti-Genova a servizio del comune di Molare, da cui il nome ferroviario dello scalo.
Fino al 1953 Ovada era servita anche dalla tranvia per Novi Ligure, esercitata dalla società "Ferrovia della Val d'Orba", di cui è ancora presente il fabbricato viaggiatori posto in Piazza Castello.

## Amministrazione
Di seguito è presentata una tabella relativa alle amministrazioni che si sono succedute in questo comune.
| Periodo        | Periodo        | Primo cittadino        | Partito                                                        | Carica  | Note   |
| -------------- | -------------- | ---------------------- | -------------------------------------------------------------- | ------- | ------ |
| 14 marzo 1986  | 6 luglio 1990  | Franco Caneva          | Partito Comunista Italiano                                     | Sindaco | [ 32 ] |
| 6 luglio 1990  | 24 aprile 1995 | Franco Caneva          | Partito Comunista Italiano, Partito Democratico della Sinistra | Sindaco | [ 32 ] |
| 24 aprile 1995 | 14 giugno 1999 | Vincenzo Robbiano      | centro-sinistra                                                | Sindaco | [ 32 ] |
| 14 giugno 1999 | 14 giugno 2004 | Vincenzo Robbiano      | centro-sinistra                                                | Sindaco | [ 32 ] |
| 14 giugno 2004 | 8 giugno 2009  | Andrea Luigi Oddone    | lista civica                                                   | Sindaco | [ 32 ] |
| 8 giugno 2009  | 27 maggio 2014 | Andrea Luigi Oddone    | lista civica Insieme per Ovada                                 | Sindaco | [ 32 ] |
| 26 maggio 2014 | 28 maggio 2019 | Paolo Giuseppe Lantero | lista civica Insieme per Ovada                                 | Sindaco | [ 32 ] |
| 28 maggio 2019 | 10 giugno 2024 | Paolo Giuseppe Lantero | lista civica Insieme per Ovada                                 | Sindaco | [ 32 ] |
| 10 giugno 2024 | in carica      | Gian Franco Comaschi   | lista civica Insieme per Ovada                                 | Sindaco | [ 32 ] |

### Onorificenze
Ovada può fregiarsi del titolo di città dal 1594.

## Sport
A Ovada è presente l'Impianto Polisportivo Geirino, uno dei centri sportivi più grandi e completi della provincia di Alessandria. Al suo interno vi si trovano una piscina coperta e scoperta d'estate, campi da calcio, campi da tennis, campi da beach volley, un campo da pallavolo e basket. 
In città si trovano, poi, altri impianti, quali il campo di calcio Moccagatta e lo Sferisterio Comunale, dove si pratica il gioco del tamburello.
Ovada è da sempre legata al mondo del ciclismo, essendo una delle città toccate ogni anno dalla classica corsa ciclistica di primavera Milano-Sanremo, nonché luogo dove il Campionissimo Fausto Coppi si allenava. Nel 2022, infatti, è stata recuperata ed inaugurata la "Fontana Fausto Coppi", in località Panicata, direzione Gnocchetto, dove Coppi si dissetava durante gli allenamenti lungo la Statale del Passo del Turchino.
Ovada è stata, inoltre, sede dell'arrivo del Giro d'Italia Donne 2021, nella terza tappa Casale Monferrato - Ovada.
Nel 2025, invece, la città è stata sede di partenza del Giro Next Gen, nella sesta tappa Ovada - Acqui Terme. 
Per il calcio, ha sede nel comune la società di calcio Ovadese, che ha disputato campionati dilettantistici regionali. Nel campionato 2024/2025 ha militato in Eccellenza piemontese, raggiungendo il 5^posto in classifica.
Nella frazione di Grillano Guardia è presente il campo da Tamburello, gestito dalla Unione Sportiva Grillano.
Vi è anche una palestra di pugilato attiva da 40 anni da cui uscirono nel tempo diversi pugili professionisti ed un campione nazionale.